# Syndrome de Walker-Warburg
Le syndrome de Walker-Warburg est la plus sévère des dystrophies musculaires congénitales associée à des anomalies du cerveau et des yeux aboutissant rapidement au décès de l'enfant dans la majorité des cas avant trois ans. Les anomalies neurologiques les plus fréquentes sont la lissencéphalie pavimenteuse, l'hydrocéphalie et les anomalies du cervelet.
Les manifestations cliniques à la naissance sont l'hypotonie généralisée, une faiblesse musculaire, un retard de développement psychomoteur et parfois des crises convulsives. L'anomalie biologique est une glycosylation insuffisante de α-dystroglycane. Plusieurs gènes sont impliqués mais tous ne sont pas connus. Plusieurs mutations ont été trouvées dans le gène Protein O-Mannosyltransferase 1 et le gène Protein O-Mannosyltransferase 2 et une mutation dans le gène codant la fukutin.
La créatine kinase est élevée, la biopsie musculaire révèle des signes de dystrophie musculaire et une activité abaissée de l'α-dystroglycane. Le diagnostic anténatal est possible chez les familles dont la mutation est connue, sinon l'échographie est utile dans les autres cas. Aucun traitement n'est possible.
La description du syndrome de Walker-Warburg associe outre la lissencéphalie, une hydrocéphalie, une rétine anormale avec parfois un omphalocèle expliquant l'acronyme anglais de HARD+/-E.

## Autres noms de la maladie
- Syndrome de HARD +/- E
- Syndrome de Warburg
- Syndrome de Chemke
- Syndrome de Pagon
- Dysplasie cérébro oculaire
- Syndrome dystrophie musculaire dysplasie cérébro oculaire

## Sources
- (en) Online Mendelian Inheritance in Man, OMIM (TM). Johns Hopkins University, Baltimore, MD. MIM Number: 236670
- (en) Jiri Vajsar, Harry Schachter, Walker-Warburg syndrome Orphanet Journal of Rare Diseases 2006, 1:29 doi:10.1186/1750-1172-1-29